# Basilika Nossa Senhora da Penha (Rio de Janeiro)

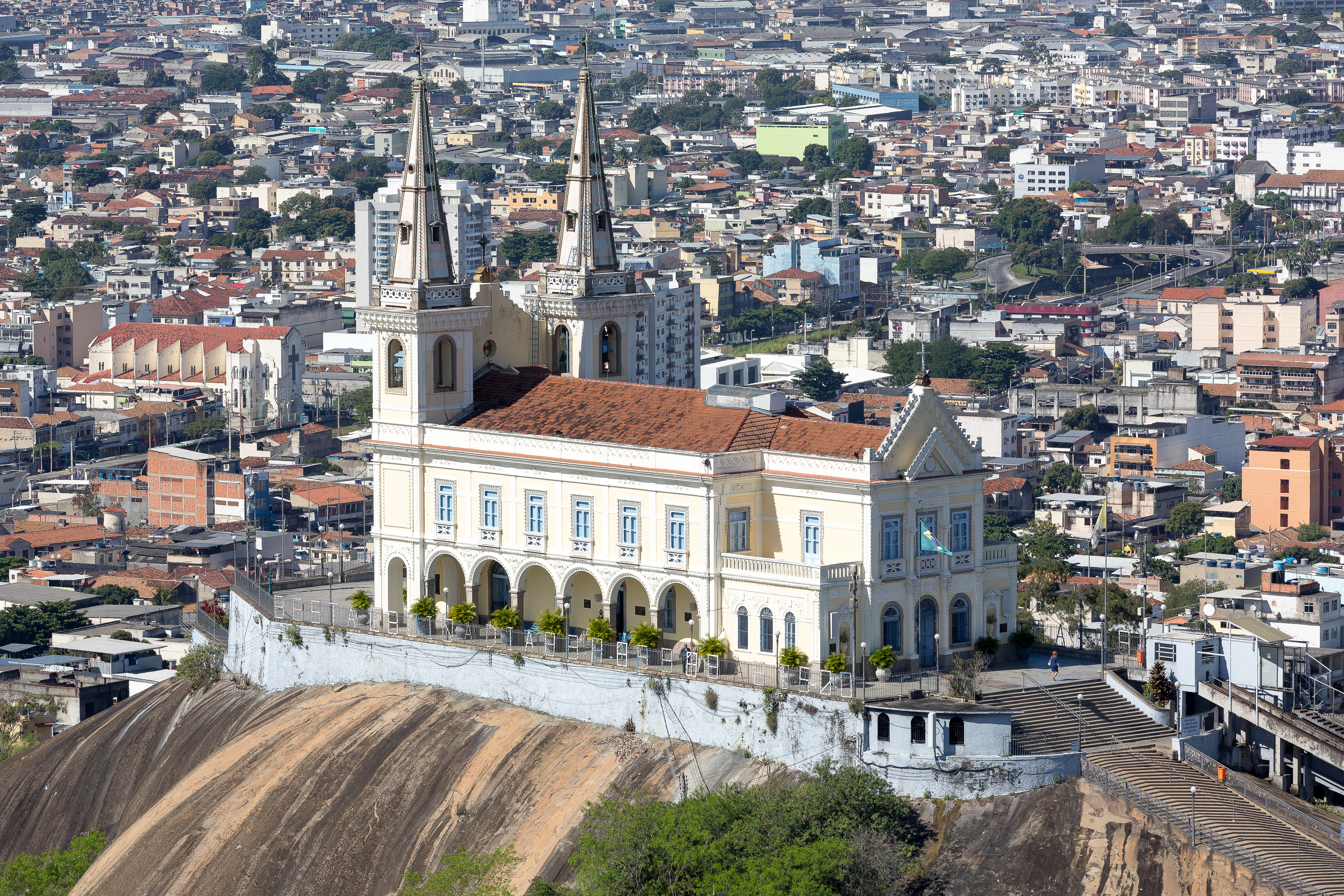
Luftaufnahme Kirche von Penha

Die Basilika Nossa Senhora da Penha de França, im Volksmund als Penha-Kirche bekannt, ist ein katholisches Heiligtum in der Nachbarschaft von Penha in der Stadt Rio de Janeiro, Brasilien. Das Nationalheiligtum des Erzbistums São Sebastião do Rio de Janeiro ist der Jungfrau von Penha de França gewidmet und trägt den Titel einer Basilica minor. Sie ist das Zentrum für eine jährliche Wallfahrt mit vielen Veranstaltungen im Oktober.

## Standort
Die Kirche wurde auf einem Granitrücken im Norden Rio de Janeiros erbaut. Von der auf das Meer ausgerichteten Kirche sind die Statue Cristo Redentor auf dem Corcovado, die Guanabara-Bucht, Teile von Teresópolis und auch den Flughafen Rio de Janeiro - Galeão zu sehen.
Der 111 Meter hohe Aufstieg ist durch eine 382 Stufen umfassende Treppe möglich, die von den Gläubigen auch als Bittgang zurückgelegt wird. Weiterhin verfügt die Basilika auch über drei kostenlose Standseilbahnen. Die neueste Seilbahn von 2003 kann in der Stunde 500 Personen hinauffahren.

## Geschichte
Die Kirche Nossa Senhora da Penha wurde im Norden Rio de Janeiros auf einem Felsrücken erbaut.  Der Besitzer der umliegenden Plantagen, Balthazar de Abreu Cardoso, soll 1635 aus Anlass einer Schlangenrettung eine Marienkapelle an diesem Standort errichtet haben. Diese wurde  durch die 1728 gegründete Bruderschaft Unserer Lieben Frau von Penha abgerissen und durch eine größere mit einem Glockenturm ersetzt. Die Treppe wurde 1819 in den Granit geschlagen. 1870 wurde eine erste Kirche errichtet, deren Turm neue Glocken erhielt. Diese Kirche wurde 1900 vergrößert und erhielt zwei Kirchtürme, deren Geläut mit 18 Glocken aus Portugal stammt und die 1925 vom Apostolischen Nuntius in Brasilien, Enrico Gasparri, geweiht wurden. Am 16. Juni 2016 erhob Papst Franziskus auf Bitten des Erzbischofs von Rio de Janeiro, Kardinal Orani João Tempesta, das erzbischöfliche marianische Heiligtum Unserer Lieben Frau von Penha in den Rang einer Basilica minor.

## Architektur

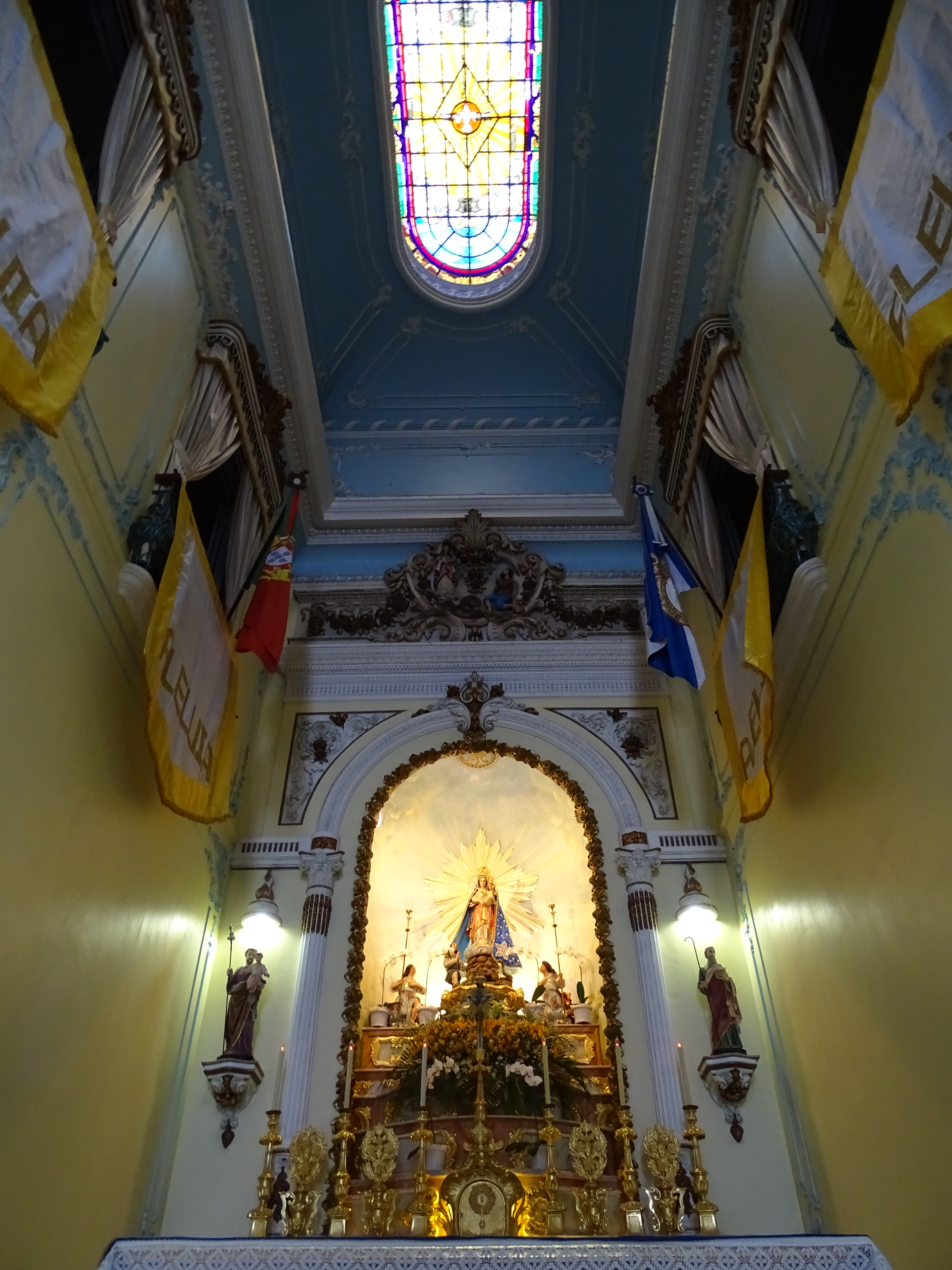
Altar

Die aus einer kleinen Kapelle hervorgegangene Kirche wurde in verschiedenen Stilen ergänzt und umgebaut und wird deshalb dem eklektischen Stil zugerechnet. Die letzten Ergänzungen durch Luiz de Moraes Júnior erfolgten im neugotischen Stil zur Zeit des Carioca-Eklektizismus und wurden 1902 abgeschlossen. Die beiden Kirchtürme mit ihren neugotischen Helmen flankieren den klassizistischen Kirchenkörper. Die Innendekoration ist in Hellblau und Gold gestaltet. Die Farben der Türen sowie der Emporen, des Zwischengeschosses und der Struktur der Kirche sind alle original. Der mit Gold verzierte Altar wurde im 20. Jahrhundert aufgestellt, der ursprüngliche hölzerne, mit Ornamenten versehene Altar steht heute in der Sakristei.